# Démon de Dover
Le Démon de Dover est une créature non identifiée prétendument aperçue par trois adolescents les 21 et 22 avril 1977, à Dover dans le Massachusetts.  

## Rapport
William Bartlett, âgé à l'époque de 17 ans, affirme avoir aperçu, depuis sa voiture, le 21 avril 1977 à vingt-deux heures, une créature humanoïde juchée sur un mur de pierre délabré bordant la rue Farm Street à Dover. Il estime qu'il roulait à 60 kilomètres à l'heure environ au moment de l'observation et qu'il est passé à 3 mètres de l'être. Selon sa description, la créature possédait de très grands yeux brillants et de longs doigts et des membres frêles. Elle avait une tête anormalement grande dont la forme rappelait celle d'une pastèque ou d´un œuf et elle faisait environ la taille d'une chèvre. Bartlett rapporte aussi l'absence de bouche et d'oreilles. La même nuit, John Baxter (âgé de 15 ans), affirme avoir rencontré une créature similaire et bipède dans une zone boisée aux alentours de Dover. Abby Brabham, du même âge, aurait aperçu la créature, la nuit suivante sur Springdale Avenue. Les trois adolescents ont dessiné un portrait de la créature dont l´apparence est similaire.
Selon Mark Sullivan, correspondant du Boston Globe, si l'on reporte les emplacements des observations sur une carte on obtient une ligne droite de plus de 3 km.

## Théories
Il n'y a pas eu d'autres observations de la créature depuis les événements des années 1970.
Le cryptozoologue Loren Coleman, qui rejette l'idée d'un canular, a enquêté sur cette créature, la mentionnant dans son livre Mysterious America. Au téléphone, il a affirmé que la zone où la créature avait été aperçue était connue pour être le lieu d'activités inexpliquées.
Il rejette l'hypothèse que le monstre soit un élan du fait que cet animal est rare dans le Massachusetts et qu'en avril il est normalement plus grand  que la créature observée. Il exclut aussi la thèse du poulain parce que personne, dans les environs de Dover, n´a signalé la perte d'un poulain.

## Explication de la police locale
La police a déclaré à la presse que les propos des adolescents étaient vraisemblablement un canular de lycéens en vacances.

## Culture populaire
Grâce à cette affaire, Dover est une petite ville très célèbre et le « démon » est entré dans la culture populaire comme Bigfoot.